# Elymnias sumatrana
Elymnias sumatrana är en fjärilsart som beskrevs av Wallace 1869. Elymnias sumatrana ingår i släktet Elymnias och familjen praktfjärilar. Inga underarter finns listade i Catalogue of Life.